# Calamus arfakianus
Calamus arfakianus är en enhjärtbladig växtart som beskrevs av Odoardo Beccari. Calamus arfakianus ingår i släktet Calamus och familjen Arecaceae. Inga underarter finns listade i Catalogue of Life.